# Gillichthys
Gillichthys är ett släkte av fiskar. Gillichthys ingår i familjen smörbultsfiskar.
Kladogram enligt Catalogue of Life:
| Gillichthys | \| \| Gillichthys mirabilis \| \| \| \| \| \| Gillichthys seta \| \| \| \| |
|             | \| \| Gillichthys mirabilis \| \| \| \| \| \| Gillichthys seta \| \| \| \| |
|             | Gillichthys mirabilis                                                      |
|             |                                                                            |
|             | Gillichthys seta                                                           |
|             |                                                                            |